# Мхитар Гераци
Мхита́р Гераци́ (арм. Մխիթար Հերացի; середина XII—начало XIII века) — армянский врачеватель XII века, армянский классик средневековой медицины, автор знаменитой «Утешение при лихорадках», трактатов, энциклопедических работ, в которых он затронул хирургию, диету и психотерапию.

## Биография
Родился в городе Гер (Хой). Учебно-педагогическую медицинскую деятельность проходил в Киликийской Армении. В 1184 году написал знаменитый трактат «Утешение при лихорадках». Был хорошо знаком с греко-эллинистической, римской, византийской, персидской и арабской классической медицинской литературой. Его работы включали психотерапию, хирургию, диетологию и фитотерапию. Гераци поддерживал прогрессивное учение о единстве организма. Рассматривал человека в тесной связи с природой, подчеркивал огромное влияние внешней среды на возникновение болезней, в частности лихорадки. Выдвинул теорию плесневения гуморов при инфекционных заболеваниях. При назначении венозного кровопускания предлагал строго сообразовываться с силами больного. Кожные поры рассматривал как дыхательные и не рекомендовал смазывание кожи разными маслами, широко практикуемыми в ту эпоху. При лечении туберкулеза большое значение придавал усиленному питанию. Обратил внимание на особую категорию болезней, которые являются профессиональными заболеваниями— лихорадку у стекловаров и других рабочих, труд которых связан с огнём. Он же первым указал на значительную положительную роль музыкотерапии и в целом психотерапии в облегчении страданий душевнобольных. Мхитар Гераци теоретически обосновал, что высокая температура является результатом внутренних изменений в организме, что являлось революционной идеей для средневековой медицины. Труд «Утешение при лихорадках» впервые опубликован в 1832 году в Венеции, в 1908 году издан на немецком языке, в 1955 году на русском языке.

## Память
- В Ереване установлен бронзовый бюст Гераци Мхитару (работа скульптора Т. Мирзоян).
- Учреждена Медаль Мхитара Гераци за заслуги в развитии здравоохранения Республики Армения, высокопрофессиональную практическую работу в этой области, а также значительную благотворительную деятельность.
- Барельеф «Врач Мхитар Гераци» (Зал заседаний Национальной академии наук Республики Армения, Ереван, 1958, гипс, скульптор А. Сарксян)
- Имя Гераци присвоено государственному мед. университету.
- Учреждена стипендия для наиболее отличившихся студентов Ереванского мед. университета.